# David Lyme
Jordi Cubino Bermejo (Barcelona, España, 22 de noviembre de 1966), conocido profesionalmente como David Lyme o Jordi Cubino, es un cantante, compositor y modelo catalán. Participó en el desarrollo del Sonido Sabadell, una variante del italo disco, producida en Cataluña, que se popularizó en Europa en los años ochenta.

## Carrera
En 1985, lanzó su primer sencillo, "Let's Go to Sitges", bajo el sello Max Music, que se convirtió en un éxito comercial. Posteriormente, se lanzaron dos sencillos más en 1986, "Bambina" y "Playboy", seguidos por el lanzamiento de su álbum debut, "Like a Star". El álbum contiene ocho canciones, incluyendo dos baladas y una nueva versión de "Bambina", así como los sencillos de éxito comercial "Bye Bye Mi Amor" y "I Don't Wanna Lose You".
En 1988, lanzó su segundo álbum, "Lady", que incluía "Never Say You Love Me" y la canción principal, "Lady". 
Sus sencillos son parte de "Max Mix", una de las más importantes sagas de Megamixes editadas en España y en otros países del mundo. "Max Mix 2" incluye "Let's Go to Sitges", "Max Mix 3" incluye "Bambina", "Max Mix 4" incluye "Playboy", "Max Mix 5" incluye "Bye Bye Mi Amor" y "I Don't Wanna Lose You", y "Max Mix 6" incluye "Never Say You Love Me".
En 1990 Lyme dejó Max Music y se unió al sello Blanco y Negro, que en ese momento era un competidor de Max Music. Con su nuevo sello lanzó el sencillo "Perestroika", que tuvo menos éxito comercial que sus sencillos anteriores.
Lyme también ha escrito y producido música para otros artistas como Silver Pozzoli o David Bisbal , y canciones para comerciales de televisión de compañías como Coca-Cola y Chupa Chups. 

## Discografía

### Álbumes[4]
- "Like a Star" (1986)
- "Lady"(1988)

### Sencillos[5]
- "Bambina" (1985)
- "Let's Go to Sitges" (1985)
- "Playboy" (1986)
- "I Don't Wanna Lose You" (1986)
- "Bye Bye Mi Amor" (1987)
- "Never Say You Love Me" (1988)
- "Lady" (1988)
- "Perestroika" (1990)